# Dwa Sławy
Dwa Sławy – polski hip-hopowy zespół muzyczny założony w 2006 w Łodzi przez Jarosława „Astka” Steciuka, członka zespołu UstinsTrumentaliX, i Radosława „Rado Radosnego” Średzińskiego, członka zespołu Uśpione Miasto.

## Historia
Zespół zadebiutował nielegalem Dla sławy (2007), który ukazał się nakładem niewielkiej oficyny 16 Wersów. Płyta została w całości wyprodukowana przez Astka. Z kolei wśród gości na albumie znaleźli się Finker, Walles, Ras oraz Turi. 16 grudnia 2010 ukazał się drugi nielegal duetu zatytułowany Nieśmiertelna nawijka Dwusławowa. Gościnne partie dograli Gres, Cherchen i Jan Wyga. Produkcję natomiast zapożyczono od francuskiego rapera i muzyka 20syl z zespołu Hocus Pocus. O zapożyczeniu muzyk dowiedział się dopiero kilka lat później, gdy Astek przeprowadzając z nim wywiad osobiście mu się do tego przyznał. O zapożyczeniu świadczy również podobieństwo okładki płyty z okładką Hocus Pocus 16 Pieces. Sprzedaż nielegalu wyniosła 200 sztuk.
7 kwietnia 2011 do sprzedaży trafił trzeci nielegal duetu zatytułowany Muzyka kozacka. Na płycie wyprodukowanej w całości przez Astka gościli Cira, Skorup i Turi. Wynik sprzedaży okazał się najlepszy ze wszystkich nielegali, ponieważ w tym przypadku krążek wyprzedał się w nakładzie 500 sztuk. Następnie latem duet wystąpił na festiwalu Hip Hop Arena 2011 oraz, pod koniec roku, gościł na płycie PHFNG – Nie wiem co mnie tak porobiło chłopaku. Jeszcze w grudniu do sprzedaży trafiła kompilacja Aloha 40%. Na płycie znalazł się utwór „O głupocie”, który Dwa Sławy zarejestrowali we współpracy z Proceentem i Syropem.
10 listopada 2012 roku ukazał się pierwszy album studyjny duetu, nazywany powszechnie debiutem – Nie wiem, nie orientuję się. Płyta została wydana przez wytwórnię Embryo Nagrania. Materiał został w całości wyprodukowany, zmiksowany i zmasterowany przez Marka Dulewicza. Gościnnie na płycie wystąpili skrzypek Maciej Strzelczyk i ponownie Jan Wyga. W międzyczasie Dwa Sławy z autorskim utworem „6 stóp 7 stóp” znaleźli się na mixtape'ie Centrum Eudezet Label – Nie Łódź Się Mixtape Vol.1. Grupa gościła także na albumie Jana Wygi – Wyga.co w utworze „Malkontent, choleryk i łgarz”.
W pierwszej połowie 2013 roku duet gościł na albumie formacji Polskie Karate – Polskie karate. Grupa wystąpiła w promowanej teledyskiem piosence „W trzy dupy”. W 2014 roku formacja dała szereg koncertów w kraju m.in. na festiwalach Balony nad Krosnem 2014, Południowy Rytm 2014 oraz Hip Hop Na Żywca 2014. 9 stycznia 2015 roku został wydany drugi album studyjny duetu zatytułowany Ludzie sztosy. Produkcji nagrań ponownie podjął się Marek Dulewicz, syn muzyka DJ Flip, a także Astek, który był koproducentem dwóch utworów. Z kolei gościnnie na płycie wystąpili m.in. JNR,  Quebonafide oraz wokalistka Kasia Grzesiek.  Wydawnictwo trafiło do sprzedaży ponownie dzięki Embryo Nagrania. Album uplasował się na 7. miejscu listy najpopularniejszych płyt w Polsce (OLiS). W 2016 roku Dwa Sławy pojawili się gościnnie na kompilacji Rap najlepszej marki vol. 2 oraz na albumach producenckich: Nowa stara szkoła – The Returners i drugim albumie bydgoskiego producenta Pawbeatsa - Pawbeats Orchestra.
21 września 2021 roku na kanale wytwórni 2020 ukazał się singiel „BD GRAŁ”, który zapowiadał kolejny album duetu. Wraz z datą 2 grudnia 2022 roku, duet udostępnił drugi singiel o tytule „Nie znasz wad” oraz oficjalnie zapowiedział datę wydania nowego albumu. Finalnie album zatytułowany „Z Archiwum X2” ukazał się 21 stycznia 2022 roku. Na albumie gościnnie ukazali się tacy artyści jak m.in. Gruby Mielzky, Bonson czy Polskie Karate, z którymi Dwa Sławy współpracowali dziewięć lat wcześniej. W październiku 2022 roku, w gdańskim klubie B90 odbyła się impreza zorganizowana przez wytwórnię 2020, podczas której ogłoszono wspólny album artystów reprezentujących wytwórnię. 10 marca 2023 roku ukazał się album „club2020”, w którym swój udział ma duet Dwa Sławy. 

## Dyskografia

### Albumy studyjne
| Rok                                                     | Album | Pozycja na liście | Sprzedaż       | Certyfikat          |
| Rok                                                     | Album | POL               | Sprzedaż       | Certyfikat          |
| ------------------------------------------------------- | --- | ----------------- | -------------- | ------------------- |
| 2012                                                    | Nie wiem, nie orientuję się - Data: 10 listopada 2012 - Wydawca: Embryo Nagrania - Format: CD, digital download | —                 |                |                     |
| 2015                                                    | Ludzie sztosy - Data: 9 stycznia 2015 - Wydawca: Embryo Nagrania - Format: CD, LP, digital download             | 7                 | - POL: 15,000+ | - ZPAV: złota płyta |
| 2017                                                    | Dandys Flow - Data: 20 stycznia 2017 - Wydawca: Embryo Nagrania - Format: CD, digital download                  | 1                 | - POL: 15,000+ | - ZPAV: złota płyta |
| 2018                                                    | Coś przerywa - Data: 23 marca 2018 - Wydawca: X2 - Format: CD, digital download                                 | 2                 | - POL: 15,000+ | - ZPAV: złota płyta |
| 2020                                                    | Pokolenie X2 - Data: 24 stycznia 2020 - Wydawca: X2 - Format: CD, digital download                              | 1                 | - POL: 15,000+ | - ZPAV: złota płyta |
| 2022                                                    | Z Archiwum X2 - Data: 21 stycznia 2022 - Wydawca: 2020, Universal Music Polska - Format: CD, digital download   | 1                 |                |                     |
| 2025                                                    | Dobrze by było - Wydany: 24 stycznia 2025 - Wydawca: 2020 - Format: CD, digital download, streaming             | 2                 |                |                     |
| „—” oznacza, że album nie był notowany na danej liście. | |                   |                |                     |

### Single
| Rok                                                       | Tytuł                                     | Pozycja na liście | Album                       |
| Rok                                                       | Tytuł                                     | HHTV              | Album                       |
| --------------------------------------------------------- | ----------------------------------------- | ----------------- | --------------------------- |
| 2012                                                      | „Absztyfikanci.ds" (gościnnie: DJ Flip)   | —                 | Nie wiem, nie orientuję się |
| 2012                                                      | „Koniec świata" (gościnnie: DJ Flip)      | —                 | Nie wiem, nie orientuję się |
| 2013                                                      | „Unplugged"                               | —                 | Nie wiem, nie orientuję się |
| 2013                                                      | „Bą Bą Bą”                                | —                 | Ludzie sztosy               |
| 2014                                                      | „Ciężki zawód (Gettin' Money)”            | —                 | Ludzie sztosy               |
| 2014                                                      | „SMGŁSK”                                  | —                 | Ludzie sztosy               |
| 2014                                                      | „Człowiek Sztos” (gościnnie: Quebonafide) | —                 | Ludzie sztosy               |
| 2014                                                      | „Do ryma”                                 | —                 | Ludzie sztosy               |
| 2015                                                      | „O sportowcu, któremu nie wyszło"         | —                 | Ludzie sztosy               |
| 2016                                                      | „A może by tak?”                          | 1                 | Dandys Flow                 |
| 2016                                                      | „!#@%& (Furia)”                           | —                 | Dandys Flow                 |
| 2017                                                      | „Catering”                                | —                 | Dandys Flow                 |
| 2017                                                      | „Zabierz mnie gdzieś”                     | 1                 | Dandys Flow                 |
| 2017                                                      | „Bo nie odmienisz”                        | —                 | Dandys Flow                 |
| 2017                                                      | „Zdejm czapkę”                            | —                 | Coś przerywa                |
| 2017                                                      | „To brzmi jak”                            | —                 | Coś przerywa                |
| 2018                                                      | „Halo?”                                   | —                 | Coś przerywa                |
| 2018                                                      | „Buty do wódy”                            | —                 | Coś przerywa                |
| 2018                                                      | „Jestem” (gościnnie: Jarecki)             | —                 | Coś przerywa                |
| 2018                                                      | „Drugi koniec świata” (gościnnie: KęKę)   | —                 | Coś przerywa                |
| 2019                                                      | „Twister"                                 | —                 | Pokolenie X2                |
| 2019                                                      | „Co ludzie powiedzą?"                     | —                 | Pokolenie X2                |
| 2019                                                      | „Parasolki"                               | —                 | Pokolenie X2                |
| 2020                                                      | „Pokolenie X2”                            | —                 | Pokolenie X2                |
| 2020                                                      | „Mango Lassi” (gościnnie: Białas)         | —                 | Pokolenie X2                |
| 2022                                                      | „BD GRAŁ”                                 | —                 | Z Archiwum X2               |
| 2022                                                      | „Nie znasz wad”                           | —                 | Z Archiwum X2               |
| 2022                                                      | „Wstępnie nie” (gościnnie: Pers, Łona)    | —                 | Z Archiwum X2               |
| 2022                                                      | „2/10” (gościnnie: Gruby Mielzky)         | —                 | Z Archiwum X2               |
| „—” oznacza, że singiel nie był notowany na danej liście. |                                           |                   |                             |

### Inne utwory
| Rok  | Tytuł                                                                               | Źródło |
| ---- | ----------------------------------------------------------------------------------- | ------ |
| 2014 | Szops – „#SWAG” (gościnnie: Laikike1, remix: Dwa Sławy)                             | [ 59 ] |
| 2015 | Dwa Sławy, Kuban, Quebonafide, Krzy Krzysztof – „Zamknij mordę tour” (prod. Matheo) | [ 60 ] |
| 2009 | „Gdzie ten sport?”                                                                  | [ 61 ] |
| 2010 | „Go!”                                                                               | [ 62 ] |
| 2016 | Dwa Sławy, Kuban, Gruby Mielzky – „Się gra, się ma”                                 | [ 63 ] |

### Występy gościnne / Kompilacje
| Rok  | Album                                                           | Utwór | Źródło |
| ---- | --------------------------------------------------------------- | --- | ------ |
| 2011 | PHFNG – Nie wiem co mnie tak porobiło chłopaku                  | „Teściowa (I Used to Love H.E.R.)” (gościnnie: Dwa Sławy) „Teściowa (I Used to Love H.E.R.) (RMX)” (gościnnie: Dwa Sławy)                                                                     | [ 6 ]  |
| 2011 | Aloha 40% (kompilacja)                                          | Proceente, Syrop, Dwa Sławy – „O głupocie” | [ 7 ]  |
| 2012 | Centrum Eudezet Label – Nie łódź się mixtape vol.1 (kompilacja) | Dwa Sławy – „6 stóp 7 stóp” | [ 8 ]  |
| 2012 | Jan Wyga – Wyga.co                                              | „Malkontent, choleryk i łgarz” (gościnnie: Dwa Sławy) | [ 9 ]  |
| 2013 | Polskie Karate – Polskie karate                                 | „W trzy dupy” (gościnnie: Dwa Sławy) | [ 10 ] |
| 2015 | Rasmentalism – Wyszli coś zjeść                                 | „Nie jestem raperem” (gościnnie: Dwa Sławy, The Voices) | [ 64 ] |
| 2015 | Quebonafide – Ezoteryka                                         | „Ciuchy, kobiety...” (gościnnie: Sitek, Ras, Dwa Sławy) | [ 65 ] |
| 2016 | Rap najlepszej marki vol. 2 (kompilacja)                        | Dwa Sławy, Bezczel, Tomson, DrySkull – „Chce się żyć” | [ 13 ] |
| 2016 | Pawbeats – Pawbeats Orchestra                                   | „Daj alkohol (Stójka czy parter?)” (gościnnie: Dwa Sławy) | [ 14 ] |
| 2016 | The Returners – Nowa stara szkoła                               | „Dzieci z dworca UHH” (gościnnie: Dwa Sławy) | [ 15 ] |
| 2017 | P.A.F.F. – Fala                                                 | „Win/Win” (gościnnie: Dwa Sławy) | [ 66 ] |
| 2023 | club2020                                                        | „Vertigo” (gościnnie: Dwa Sławy, Hałastra, Taco Hemingway, Margaret) | [ 67 ] |
| 2023 | club2020                                                        | „Malibu Barbie” (gościnnie: Taco Hemingway, Young Leosia, Otsochodzi, Oki, Dwa Sławy, Gruby Mielzky)                                                                                          | [ 68 ] |
| 2023 | club2020                                                        | „Deszcz” (gościnnie: Dwa Sławy, Otsochodzi, Taco Hemingway, Margaret, schafter, CatchUp, Gruby Mielzky)                                                                                       | [ 69 ] |
| 2023 | club2020                                                        | „Tak naprawdę” (gościnnie: Dwa Sławy, PRO8L3M, Łajzol, Hałastra, Avi, Taco Hemingway, Gruby Mielzky)                                                                                          | [ 70 ] |
| 2023 | club2020                                                        | „CYPHER2020” (gościnnie: Taco Hemingway, Oki, Otsochodzi, Young Igi, Łajzol, Gruby Mielzky, Hałastra, Kukon, Dwa Sławy, Young Leosia, CatchUp, Margaret, schafter, Dziarma, Szczyl, Miły ATZ) | [ 71 ] |

## Teledyski
| Rok       | Tytuł | Reżyseria                    | Album                       | Źródło |
| --------- | --- | ---------------------------- | --------------------------- | ------ |
| 2012      | „Koniec świata” | Yoicik Video                 | Nie wiem, nie orientuję się | [ 72 ] |
| 2012      | „Dum dum” | —                            | Nie wiem, nie orientuję się | [ 73 ] |
| 2013      | „Absztyfikanci.ds” | Yoicik Video                 | Nie wiem, nie orientuję się | [ 74 ] |
| 2013      | „Bą bą bą” | Julian Sojka                 | Ludzie sztosy               | [ 75 ] |
| 2014      | „SMGŁSK” | —                            | Ludzie sztosy               | [ 76 ] |
| 2014      | „Ciężki zawód (Gettin' Money)” | Beyond Doubt Video           | Ludzie sztosy               | [ 77 ] |
| 2014      | „Do ryma” | Beyond Doubt Video           | Ludzie sztosy               | [ 78 ] |
| 2015      | „O sportowcu, któremu nie wyszło” | Beyond Doubt Video           | Ludzie sztosy               | [ 79 ] |
| 2015      | „Multitasking” | Beyond Doubt Video           | Ludzie sztosy               | [ 80 ] |
| 2016      | „A może by tak?” | Adam Gawenda                 | Dandys Flow                 | [ 81 ] |
| 2016      | „!#@%& (Furia)” | Embryo Nagrania              | Dandys Flow                 | [ 82 ] |
| 2017      | „Catering” | Smoła Studio                 | Dandys Flow                 | [ 83 ] |
| 2017      | „Zabierz mnie gdzieś” | AG Studio                    | Dandys Flow                 | [ 84 ] |
| 2017      | „Zdejm czapkę” | H D S C V M                  | Coś Przerywa                | [ 85 ] |
| 2017      | „To brzmi jak” | Smoła Studio                 | Coś Przerywa                | [ 86 ] |
| 2017      | „Bo nie odmienisz” | Adam Gawenda                 | Coś Przerywa                | [ 87 ] |
| 2018      | „Halo?” | H D S C V M                  | Coś Przerywa                | [ 88 ] |
| 2018      | „Drugi koniec świata” (gościnnie: Kękę) | H D S C V M                  | Coś Przerywa                | [ 89 ] |
| 2018      | „Buty do wódy” | 9LITER FILMY                 | Coś Przerywa                | [ 90 ] |
| 2018      | „Jestem” (gościnnie: Jarecki) | AG Studio                    | Coś Przerywa                | [ 91 ] |
| 2020      | „Co ludzie powiedzą?” | Szerszeń                     | Pokolenie X2                | [ 53 ] |
| 2020      | „Pokolenie X2” | Maciej Rudzin                | Pokolenie X2                | [ 54 ] |
| Gościnnie | |                              |                             |        |
| 2013      | Polskie Karate – „W trzy dupy” (gościnnie: Dwa Sławy) | Jasiek Gajdowicz             | Polskie karate              | [ 92 ] |
| 2015      | Rasmentalism – „Nie jestem raperem” (gościnnie: Dwa Sławy, The Voices) | Michał Bernaś                | Wyszli coś zjeść            | [ 93 ] |
| 2015      | Pawbeats – „Daj alkohol (Stójka czy parter?)” (gościnnie: Dwa Sławy) | AG Studio                    | Pawbeats Orchestra          | [ 94 ] |
| Inne      | |                              |                             |        |
| 2014      | Pyskaty, Numer Raz, Proceente, Pelson, Rahim, Łysol, Mielzky, Dwa Sławy, Zeus, Chada, Klasik, Quebonafide, JodSen, Joteste, Bezczel, Siwers, Ten Typ Mes – „Najsilniejsi przetrwają” (prod. DJ Premier, Luxon) | Piotr Sawicki, Hanusz Bystry | —                           | [ 95 ] |
| 2015      | Dwa Sławy, Kuban, Quebonafide, Krzy Krzysztof – „Zamknij mordę tour” (prod. Matheo) | WOW Pictures                 | —                           | [ 60 ] |
| 2016      | Dwa Sławy, Kuban, Mielzky – „Się gra, się ma” (prod. The Returners) | M.L.Filmz                    | —                           | [ 96 ] |

## Nagrody i wyróżnienia
| Rok  | Kategoria   | Tytułem        | Nagroda     | Nota | Źródło |
| ---- | ----------- | -------------- | ----------- | ---- | ------ |
| 2015 | Singel roku | „Ciężki zawód” | Sztosy 2014 | Laur | [ 97 ] |